# اوليفييه بيرييه
اوليفييه بيرييه (بالفرنسية: Olivier Perrier)‏ هو ممثل فرنسي، ولد في 15 سبتمبر 1940 في فرنسا.

## وصلات خارجية
- اوليفييه بيرييه على موقع IMDb (الإنجليزية)
- اوليفييه بيرييه على موقع ألو سيني (الفرنسية)
- اوليفييه بيرييه على موقع أول موفي (الإنجليزية)
- اوليفييه بيرييه على موقع قاعدة بيانات الأفلام السويدية (السويدية)
- اوليفييه بيرييه على موقع قاعدة بيانات الفيلم (الإنجليزية)
- اوليفييه بيرييه على موقع كينوبويسك (الروسية)